# Ioan Vodă cel Viteaz
Ioan Vodă cel Viteaz (alternativ Ioan Vodă cel Cumplit sau Ioan Vodă Armeanul) (n. 1 ianuarie 1521 – d. 14 iunie 1574, Roșcani, Moldova) a fost domnul Moldovei din februarie 1572 până în iunie 1574. După domnia sa, în Moldova, a fost introdusă instituția mucarerului.

## Domnie
În timpul domniei sale a dus o politică de întărire a autorității princiare, lovind în boierime, care l-a numit „Ioan Vodă cel Cumplit”. A vrut să preia domnia încă de la răsturnarea lui Alexandru Lăpușneanu de către Despot Vodă. Neizbutind și nefiind ajutat nici de tătari, polonezi sau germani, se retrage la Constantinopol. Exilat la Rhodos în urma insistențelor reînscăunatului Alexandru Lăpușneanu, ajunge negustor de pietre scumpe, obținând avere și trecere la Constantinopol . Punându-se în legătură cu boierii moldoveni, între care cu Ieremia Golia Cernăuțeanul, nemulțumit de prea multa plecare către polonezi a lui Bogdan Lăpușneanu, fiul lui Alexandru Lăpușneanu, jurând credință turcilor, Ioan Vodă câștigă tronul Moldovei. Bogdan Lăpușneanu e învins și gonit cu tot ajutorul polonez, ba chiar înlăturat și din Polonia. Văzându-și visul împlinit, caută să-și asigure tronul în exterior, punându-se bine și cu turcii și cu polonezii, pe de o parte, iar pe de alta asmuțindu-i pe unii împotriva altora prin tot felul de iscodiri, uneltiri și minciuni. Pe plan intern, persecută și chinuie cumplit pe boieri și clerici, de unde și supranumele de „cel Cumplit”. În curând însă se ivesc piedici în domnia lui.
Alexandru al II-lea Mircea și fratele său Petru Șchiopul pătrund în primăvara anului 1574 în Moldova, cu sprijin turcesc, pentru a-l instala pe acesta din urma pe tronul principatului în locul lui Ioan Vodă.
Aliat cu cazacii din Zaporojia, se aruncă într-un șir de lupte, care reprezintă momentele cele mai glorioase ale domniei acestui voievod. Întâmpină armata invadatoare a lui Alexandru Vodă al Munteniei, care susținută și de un contingent otoman îl aducea pe Petru Șchiopul domn în Moldova, învingând-o într-o acțiune fulgerătoare lângă Jiliște, la vadul Râmna (Râmnicu Sărat). Pune la Târgoviște domn pe un credincios de-al său, Vintilă, îndreptându-se apoi spre Brăila, unde se refugiase Petru Șchiopul. Aici se dă o bătălie în care Ioan Vodă învinge, după care se îndreaptă spre Bugeac pentru a-i sprijini pe cazaci. Învinge trei corpuri de oaste turcească la Tighina și Cetatea Albă. Are loc o nouă expediție în vara lui 1574, alcătuită din turci, tătari și munteni. În timp ce Ioan Vodă îi învinge și alungă pe tătari, Golia e trimis să-i țină pe turci la Dunăre. Turcii reușesc să treacă, iar Golia fuge spre Ioan Vodă aflat cu oștirea lângă iezerul Cahulului, direcție în care se îndreaptă și oastea turcă. Aici se dă lupta și călărimea boierilor în frunte cu Golia trece la dușman. Sosirea tătarilor îi copleșește pe moldoveni, care se retrag în satul Roșcani, în apropiere. După o lungă și eroică, dar și zadarnică rezistență, Ioan Vodă s-a predat, primind asigurări că oștenii săi vor fi, în schimb, cruțați. Turcii îl ucid însă legându-l de cozile a două cămile, pentru a-l sfârteca (10-11 iunie). Oștirea, care nu apucase să părăsească locul luptei, se întoarce atunci spre turci, și oștenii lui Ioan Vodă reîncep lupta pentru a răzbuna moartea mișelească a voievodului.
Îngrijorați de zvonurile pe care le primeau despre mulțimea dușmanilor, înainte de bătălia de la Iezerul Cahulului, întrebându-și Domnul despre acest aspect, Ioan Vodă le-ar fi  dat răspunsul: „îi vom socoti în luptă”.

## Familie
Ioan Vodă cel Cumplit a fost căsătorit cu fata cneazului Rostovului, Maria, care-i dărui un fiu, Petru. Țarul Ioan Groaznicul îi propunea în 1574 să ia o altă fiică de cneaz, dar el se însură cu Maria Huru, fiica boierului Lupea Huru, pârcălab de Hotin.  A avut un fiu, Ștefan Surdul, domnitor în Țara Românească (iunie 1591 - noiembrie 1592). A fost fiul lui Ștefăniță și al unei armence, care provenea din familia armeană Serpega, fiica lui Basarab cel Tânăr Țepeluș. 
După moartea lui Ioan Vodă cel Viteaz, doi frați de-ai lui după mamă și un nepot, au ajuns pe tronul Moldovei: Ioan "Nicoară" Potcoavă (Crețul), Alexandru Sarpega și Petru Cazacul, care era fiul lui Alexandru, iar un alt frate și un alt nepot au fost doar pretendenți: Constantin (frate) și Lazăr (nepot).